# Godina bez ljeta
Godinom bez ljeta se u Americi i Europi naziva neobično hladna 1816. godina.
Od početka meteorološke dokumentacije je to do danas najhladnija godina. U Sjedinjenim Američkim Državama je također poznata kao Eighteen hundred and froze to death. Dok su siječanj i veljača do neke mjere bili "standardni", u ožujku je počelo zahladnjivati. U travnju i svibnju je neprestano padala kiša. U lipnju i srpnju je u SAD-u svake noći mrzlo. U New Yorku je palo oko metar snijega. Europu je pogodilo veliko nevrijeme, a mnoge rijeke su bile preplavile. U Europi je u kolovozu počelo mrznuti što je dovelo do velikih šteta u poljoprivredi. 1817. su cijene žitarica bile deset puta veće nego 1816.

## Uzrok
Tek 1920. je američki znanstvenik William Humphreys postavio danas široko prihvaćenu hipotezu za taj klimatski fenomen. Prema njemu je vulkan Tamboru (Mount Tambora) u današnjoj Indoneziji bio kriv za godinu bez ljeta. Nakon erupcije tog vulkana od 5. do 15. travnja 1815. godine je došlo do takozvanog fenomena vulkanske zime. Sve to zahvaljujući pepelu i prašini koju je navedena erupcija izbacila u atmosferu i koji su spriječili prolazak sunčevih zraka do Zemlje. Hlađenje klime je trajalo sve do 1819. godine.
I drugi vulkani su bili aktivni u tom razdoblju, te tako doprinijeli općem zahlađenju, to su:
1. La Soufrière na Svetom Vincentu, Karibi 1812. godine
2. Mayon na Filipinima 1814. godine